# Boukoumbé
Boukoumbé är en kommun i departementet Atacora i Benin. Kommunen har en yta på 1 036 km2, och den hade 82 450 invånare år 2013.

## Arrondissement
Ségbana är delat i sju arrondissement: Boukoumbé, Dipoli, Korontière, Kossoucoingou, Manta, Natta och Tabota.